# Phobaeticus serratipe
Phobaeticus serratipes, conocida comúnmente como insecto palo gigante, es una especie de fasmatodeo, de la familia Phasmatidae, que fue considerado como el insecto más largo del mundo hasta que, en 2008, fue descubierta una nueva especie, Phobaeticus chani, que la supera en longitud. Posteriormente, se seguirían descubriendo nuevas especies de insectos palo de gran tamaño, como es el caso de Phryganistria chinensis, que se considera como el insecto más largo del mundo. De todas maneras, P. serratipes sigue siendo una de las especies de mayor longitud.
Anteriormente, esta especie fue denominada como  Pharnacia serratipes, pero una clasificación más detallada la ubicó en un género diferente (Phobaeticus), y a partir de entonces lleva el nombre con el que se la conoce actualmente.

## Hallazgo y distribución
Este insecto gigante fue descrito por primera vez por el zoólogo británico John Edward Gray, en el año 1835, y se puede encontrar en los siguientes países del sudeste asiático: Malasia, y Singapur.

## Hábitat y características
Se trata de una especie de insecto que puede llegar a medir unos 55 centímetros de largo con las patas estiradas; se alimenta principalmente de coníferas, mangos, guayabas, etc.